# コーネリアス・ルーズベルト
コーネリアス・ヴァン・シャーク・ルーズベルト（Cornelius Van Schaack Roosevelt, 1794年1月30日 – 1871年7月17日）は、アメリカ合衆国ニューヨーク出身の実業家、ルーズベルト家の一員。  
ニューヨークでジェームズ・ジャコブス・ルーズベルトとマリア・ヴァン・シャーク夫妻の息子として生まれた。ルーズベルト家最後の純粋なオランダ系である。コロンビア大学 (Columbia College of Columbia University) に入学したが、大学生活に馴染めず中退した。しかし商才があり、窓ガラスやハードウェアの輸入を行い、父のビジネスパートナーとなり、莫大な財産を相続してニューヨーク市の5人の富豪の一人となった。ニューヨークのケミカル・バンク(後のチェイス）の創業者の一人となった。オイスター・ベイで死去した。
マーガレット・バーンヒル（1799年 – 1861年）と結婚し、6人の子供の子供をもうけ、5人が成人に達した。シラス・ウェイア、ジェームズ・アルフレッド・ルーズベルト、コーネリアス・ヴァン・シャーク・ジュニア、ロバート・バーンヒル・ルーズベルト（1829年 – 1906年）、セオドア・ルーズベルト・シニア（1831年 – 1878年）である。セオドアの息子セオドア・ルーズベルトはアメリカ合衆国大統領となる。